# Adelaide Concerto
Wolfgang Amadeus Mozart egyik műve (?) a gyerekkori hegedűversenye, az Adelaide Concerto. A Köchel-jegyzékben a Függelék 294a. A mű jelenlegi tudásunk szerint nagyon kétséges, egyesek feltételezése szerint csak Marius Casadesus hamisítványáról van szó.
A művet először 1933-ban adták ki, Marius Casadesus szerkesztésében. Bemutatója Londonban volt, ahol a szólista Arányi Jelly volt.
A nevét onnan kapta mű, hogy állítólag kétsoros partitúra  – a felső, D-dúr tartalmazta a hegedűszólamot és a tuttikat, az alsó a basszust, ami E-dúrban volt leírva – dedikálása így szól: Madame Adelaide de France, XV. Lajos idősebb lányának, Versailles, 1766. május 26.

## Hamisítvány?
Ez az úgy nevezett partitúra a kezdetektől fogva igen érdekes volt. Casadesus azt állította, hogy egy franciaországi privát kollekcióból szerezte, de érdekes módon ez a kor neves kutatóinak ismeretlen volt. Megjegyzendő, hogy Georges St. Foix, Mozart akkori legnagyobb kutatója is francia volt. A másik vezető kutatónak, Alfred Einsteinnek meg nem engedték meg, hogy megnézhesse a partitúrát. Még a kiadócég, a Schott se láthatta.

### Einstein
Elsőként Einstein boncolgatta a témát 1934-ben. Feltette a kérdést, hogy a koncert miért nem szerepel Leopold Mozart 1768-as, fia műveiről készített katalógusban. Einstein később azt is kimutatta, hogy Mozart Versaillesba 1766. május 28-án, 2 nappal az állítólagos dedikáció után érkezett, és június 1-jén már visszautazott Párizsba. Tehát mi oka lenne Mozartnak, hogy egy félkész művet dedikáljon valakinek. Einstein később azt állította, hogyha Wolfgang „szeretett volna egy versenyművet írni, akkor azt rendes versenyműformában tette volna meg és nem két sorban. Már jól kezelte a partitúrákat”. Megkérdőjelezte a mű stiláris felépítését is mivel szerinte „a későbbi versenyművekből táplálkozik”. Ezek után végül is Einstein igen kétségessé tette a műhitelességét, viszont hagyott nyitva kapukat, hogy ez az elveszett Hollandiából származó „Capricci” skicclapok egyike lehet, amely később valahogy átkerült Párizsba.
10 évvel később még ennyit se mondott, egyszerűen következőket jelentette ki Mozart könyvében "ez a mű enyhén szólva egy félrevezetés a la Kreisler".

### Blume
Friedrich Blume 1956-ban egy újabb megoldással jelentkezett. A kéziratnak és a dedikációnak semmi közük egymáshoz, csak véletlenül kerülhettek össze; aztán hirtelen azt az állítást tette, hogy „addig, ameddig a forrás hozzáférhetetlen, biztosabb, ha csak egy egyszerű hipotézisnek vesszük és nem foglalkozunk vele". Blume egyébként azt fejtegette még, hogy az Op. 1-es és 2-es 1764-es hegedűszonáták dedikálása is nagyon hasonló – és ezek is Mozart elveszett művei közé tartoznak. Ezen kívül azt is megállapítja, hogy az Adelaide Concerto szerkezetileg a K. 207-hez és a K. 211-hez hasonló, hozzátéve, hogy invencióikban nem múlja felül azokat. Véleménye szerint megint egy „nem teljesen kidolgozott darabbal” állunk szemben, és a skiccek 1775 áprilisa és júniusa között keletkeztek.

### Mostanság
A K6 az Anh C szekcióba helyezte, a New Grove Dictionary pedig egy egyszerű hamisítványnak hívja.

## Felvétel
Az egyetlen ember, aki teljes mértékben vevő volt a mű történetére, az Yehudi Menuhin, aki a K. 271i koncerttel együtt lemezre vette.